# NGC 5063
NGC 5063 is een spiraalvormig sterrenstelsel in het sterrenbeeld Centaur. Het hemelobject werd op 1 mei 1834 ontdekt door de Britse astronoom John Herschel. NGC 5063 is een stelsel waar zich ogenschijnlijk een aantal supernovae in bevinden. Het zijn echter sterren die zich in ons eigen melkwegstelsel bevinden, maar die, vanaf de Aarde gezien, de indruk geven dat ze veel verder weg van ons verwijderd zijn en onderdelen zijn van het stelsel NGC 5063.

## Synoniemen
- ESO 382-36
- MCG -6-29-27
- AM 1315-350
- PGC 46357